# Heterischnus africanus
Heterischnus africanus là một loài tò vò trong họ Ichneumonidae.